# Munshiram Manoharlal
Munshiram Manoharlal Publishers Pvt. Ltd. (MRML) — один из крупнейших издательских домов в Индии. Основан Манохаром Лалом Джайном в 1952 году. Штаб-квартира издательства находится в Дели. Munshiram Manoharlal специализируется на публикации книг по общественным и гуманитарным наукам. За свою историю издательство опубликовало более 3,000 научных трудов по таким темам, как индийское искусство, архитектура, археология, история, культура, политика, нумизматика, география, туризм, Аюрведа, индийское право, индийские религии и другим. MRML публикует научную литературу в сотрудничестве с индийскими государственными научно-исследовательскими учреждениями и научными издательствами в других странах мира.

## Известные публикации
- The Mahabharata of Krishna-Dwaipayana Vyasa (12 volumes) / Kisari Mohan Ganguli
- Perspectives in Social and Economic History of Early India / Ram Sharan Sharma
- Urban Decay in India (c.300-1000) / Ram Sharan Sharma
- The Builders of Indian Philosophy Series (8 volumes); R. Balasubramaniam (General Editor)
- Manasara Series (7 volumes) / Prasanna Kumar Acharya
- Ramayana in Regional Language Series (3 volumes); translated into English by Shanti Lal Nagar
- Complete Works of Goswami Tulsidas (6 volumes); translated into English by S. P. Bahadur
- The Astadhyayi of Pāṇini (6 volumes) / Rama Nath Sharma
- History of the Sikhs (5 volumes) / Hari Ram Gupta
- Yogavarttika of Vijnanabhiksu (4 volumes) / T. S. Rukmani
- Calukya Architecture (3 volumes) / Gerard Foekema
- A Source-book of Indian Archaeology (3 volumes); edited by Frank Raymond Allchin and D. K. Chakrabarti
- Concise History of Ancient India (3 volumes) / A. K. Majumdar
- New History of the Marathas (3 volumes) / Govind Sakharam Sardesai
- History of Indian Medicine (3 volumes) / Girindranath Mukhopadhyaya
- The Hindu Philosophy of Conduct: Lectures on the Bhagavadgita (3 volumes) / M. Rangacharya
- The Vedantasutras with the Sribhasya of Ramanujacarya; translated into English / M. B. Varadaraja Aiyangar
- A History of Sufism in India (2 volumes) / S. A. A. Rizvi
- The Atharvaveda, The Samaveda, and the Yajurveda / Devi Chand
- An Encyclopaedia of Indian Archaeology (2 volumes) / A. Ghosh
- Sangitaratnakara of Sarngadeva (2 volumes published so far) by R.K. Shringy and Prem Lata Sharma
- Yogasutrabhasyavivarana of Sankara (2 volumes) / T. S. Rukmani
- The Dance of Shiva / Ananda K. Coomaraswamy
- Ancient Indian Massage / Harish Johari
- The Coins of the Indian Sultanates / Stan Goron and J.P. Goenka
- The Coins of the Sikhs / Hans Herrli
- Numismatic Art of India, 2 vols. / B.N. Mukherjee
- Archaeology in India: Individuals, Ideas and Institutions, edited by Gautam Sengupta and Kaushik Gangopadhyay
- The Buddha Image: Its Origin and Development / Y. Krishan
- Enlightening the Listener / Prabha Atre